# Бривио
Бривио (итал. Brivio) је насеље у Италији у округу Леко, региону Ломбардија.
Према процени из 2011. у насељу је живело 4631 становника. Насеље се налази на надморској висини од 272 м.

## Становништво
| 1931. | 1936. | 1951. | 1961. | 1971. | 1981. | 1991. | 2001. | 2011. |
| ----- | ----- | ----- | ----- | ----- | ----- | ----- | ----- | ----- |
| 2.535 | 2.668 | 3.042 | 3.125 | 3.407 | 3.786 | 3.831 | 4.115 | 4.686 |